# 格拉扎克 (塔恩省)
格拉扎克（法語：Grazac，法語發音：[ɡʁazak]）是法国奥克西塔尼大区塔恩省的一个市镇，属于阿尔比区。

## 地理
格拉扎克（43°50'34"N, 1°39'28"E）面积32.02 平方千米，位于法国奧克西塔尼大區塔恩省，该省份为法国南部内陆省份，北起顺时针与阿韦龙省、埃罗省、奥德省、上加龙省和塔恩-加龙省接壤。
与格拉扎克接壤的市镇（或旧市镇、城区）包括：萨尔瓦尼亚克、梅藏、蒙加亚尔、蒙瓦朗、拉巴斯唐斯、罗克莫尔、托里亚克。

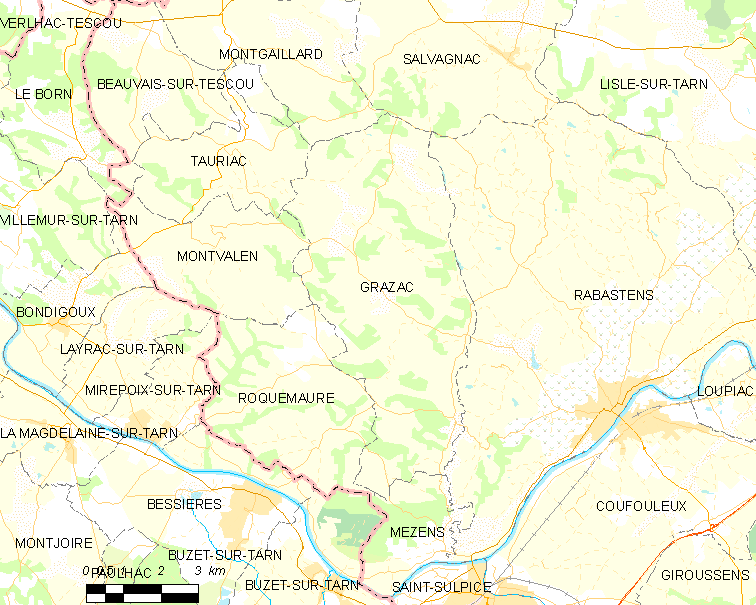
的OSM定位图

格拉扎克的时区为UTC+01:00、UTC+02:00（夏令时）。

## 行政
格拉扎克的邮政编码为81800，INSEE市镇编码为81106。

## 政治
格拉扎克所属的省级选区为葡萄园与城堡庄园县。

## 人口

1962-2008年间人口变化图示

格拉扎克于2022年1月1日时的人口数量为641人。